# 青森県道116号金屋尾上線
青森県道116号金屋尾上線（あおもりけんどう116ごう かなやおのえせん）は、青森県平川市内を通る一般県道である。

## 概要
平川市金屋の青森県道135号吹上金屋黒石線交点から、概ね北西方向津軽尾上駅方面へ通る。平川市尾上の青森県道13号大鰐浪岡線交点に至る。終点では青森県道117号尾上日沼線へ連続する。

### 路線データ
- 起点：平川市金屋[1]
- 終点：平川市尾上[1]

## 歴史
- 1961年（昭和36年）2月10日 - 県道に認定される[1]。

## 地理

### 交差する道路
- 青森県道135号吹上金屋黒石線（平川市金屋、起点）
- 青森県道13号大鰐浪岡線（平川市高木）
- 青森県道13号大鰐浪岡線・青森県道117号尾上日沼線（平川市尾上、終点）

### 沿線の施設など
- 平川市立金田小学校